# Pesca in tana
La pesca in tana è una tecnica utilizzata nella pesca in apnea.
Si tratta della pesca mirata alla cattura di alcune specie il cui habitat tipico è in tane, ricavate in genere in anfratti di rocce sottomarine. È il principale tipo di pesca sub, insieme alla pesca all'aspetto e alla pesca all'agguato, mentre la pesca in acqua aperta non è molto diffusa, a causa della difficoltà nel conseguimento di risultati apprezzabili.
Si effettua in genere in siti in cui la preda possa nascondersi: il caso più frequente è costituito da anfratti di roccia di vario genere, ma vi sono specie che si rintanano in composti algali o comunque vegetali, anfratti nella poseidonia, oppure all'interno di relitti o di altre opportunità di ricovero. A seconda del tipo di pesce che si vuole insidiare( sarago, corvina, grongo, mostella, murena) cambia il tipo di tana da cercare. 

## La pesca alla cernia
La "regina" della pesca in tana è la cernia, che ha i suoi rifugi a diverse profondità, sempre più spesso elevate a causa dell'intensificazione delle attività marine umane, che allontanano progressivamente gli esemplari adulti dalla superficie (rarissimamente ormai si trova a meno di 15 metri, in genere sul grotto Laziale, nelle franate di roccia oltre i 30 mt). 
Il pescatore in apnea moderno è consapevole della necessità di tutelare questa specie cercando di prelevare esemplari di peso superiore ai quattro chilogrammi, poiché solo quando raggiunge tali dimensioni la cernia perviene alla maturazione sessuale ed è in grado di riprodursi. La selettività della pesca in apnea permette facilmente di stimare le dimensioni della preda prima di decidere di scoccare il tiro.
In qualche caso, ed in acque sufficientemente tranquille, la cernia potrebbe anche trovarsi a gironzolare intorno all'apertura della tana, talvolta ponendosi in verticale ("a candela"), ma è circostanza più frequente che si trovi rifugiata, magari per aver avvertito la presenza umana da qualche distanza.
La tana della cernia è tipicamente una spaccatura verticale della roccia, e molti pescatori segnalano che secondo le loro esperienze prediligerebbe tane provviste di più uscite (non necessariamente dei labirinti, ma spesso divise in almeno 3 canali di sbocco), ma allontanandosi dalla superficie apprezzerebbe anche tane senza uscita purché più comode.
Il riconoscimento della tana non è agevole, anche per una preferenza che parrebbe riscontrarsi per zone di penombra nelle quali è più arduo scorgere quelle aperture che per dimensioni o per conformazione richiamino le caratteristiche della tana tipica. Prima del tentativo alla tana, è sempre consigliabile effettuare una discesa silenziosa ad una certa distanza, se le condizioni lo consentono, anche ad una quota minore (ai due terzi), onde verificare se sia possibile rifugio del serranide e per cercare di intuire se l'apertura sia larga o tale da consentire vie di fuga.
Accertato che possa essere una potenziale tana abitata, si effettua la discesa, il più silenziosamente possibile, lungo un lato dell'imboccatura (il lato sinistro è in genere preferito per la più agevole rotazione del fucile al momento dell'exploit); è preferibile che la discesa sia effettuata al minimo di sforzo ed a seguito di buona ventilazione, dovendosi prevedere la possibilità di lunga durata dell'immersione. Giunti all'altezza dell'apertura, se possibile sfruttando un appiglio in parete, si ruota velocemente per affacciarvi contemporaneamente lo sguardo e l'arma, eventualmente dovendo sparare d'istinto. Un certo esercizio aiuta ad effettuare la manovra, presentando l'arma già in buon allineamento, necessario per il tiro istintivo.
La mira ottimale dovrebbe dirigere al centro del muso (in genere la cernia sta in tana col muso verso l'apertura), al fine di una maggior efficacia del colpo; ove per caso la si incontrasse di fianco, il bersaglio ideale sarebbe la branchia.
Se l'apertura è solo vestibolare rispetto ad una tana più interna, l'allarme eventualmente già destato richiede che la si esplori il prima possibile, facendo attenzione a contemperare le esigenze di sicurezza (le stesse delle immersioni in grotta) con l'urgenza di confrontarsi con la preda. Per il tipo di tane in genere utilizzate, però, gli esperti ed i veterani di questo tipo di pesca usano limitare severamente l'esplorazione lasciando sempre i piedi fuori dell'apertura, e non procedendo oltre la misura del corpo, così da poter eventualmente rinculare in tutta sicurezza ed evitare l'intralcio delle pinne nell'arretramento.
Una volta colpita, la cernia immediatamente si gonfia e si incastra alle (generalmente ruvide) pareti della tana, opponendo una fortissima resistenza e tentando di arretrare verso l'interno della tana, costringendo quindi il pescatore ad un recupero molto impegnativo, a meno che l'animale non sia stato colpito mortalmente (in genere con un preciso colpo frontale). Questa è la fase più pericolosa della cattura, ed è quella che l'ha resa tristemente celebre a causa dei tanti incidenti subacquei causati dallo sforzo e dal prolungamento dell'apnea; oltre allo sforzo, poi, anche le emozioni della cattura possono indurre alterazioni peggiorative della gestione della riserva d'aria.
Mentre il pesce resiste, se si dispone di un mulinello per il fucile, è opportuno effettuare una risalita per organizzare una o più discese per la cattura; altrimenti occorre cercare di finire l'animale con il coltello o con un secondo fucile ed estrarlo con l'ausilio di un raffio. Per questo può essere necessario estrarlo aiutandosi con la mano libera (mentre una mantiene in tensione la sagola della fiocina); è sempre sconsigliata la presa per le branchie, peraltro assai taglienti. La cernia è una delle specie cui il pescatore apneista tenta di catturare durante la sua uscita in mare, ma non sempre ciò accade per via della scarsità dell'animale perciò ci si consolerà nel catturare altre specie che troveremo in tana come sarago, corvina. Per questa pesca è consigliato un fucile molto potente in grado da assicurare se non una morte del pesce sul colpo, la sua precoce morte proprio per questo sarà utile un fucile oleopneumatico caricato a dovere, con un'asta pesante da 8-9 mm, in modo da facilitare il compito, se non si dispone di un'asta taitiana o con arpione, si può tentare la cattura anche con una fiocina pesante a 5 punte, se il pesce non è di grosse dimensioni. 